# 仏眼清遠
仏眼清遠（ぶつげん せいおん、治平4年（1067年） - 宣和2年（1120年））は、宋で活動した臨済宗楊岐派の禅傑である。楊岐下4世。
治平4年（1067年）に邛州臨邛県で誕生した。俗姓は李氏。元豊3年（1080年）に出家し、律と法華経を学んだ後、禅の道に入る。江淮地方を行脚して舒州大平寺の五祖法演の許に至り、嗣法した。天寧万寿寺を初めてとして、龍門寺ならびに和州褒山寺の住持を務め、仏眼禅師の勅号を得た。宣和2年（1120年）冬至前日に示寂。法嗣は西禅文璉・竹庵士珪・雪堂道行ら15名を数える。語録として仏眼禅師語録が伝わる。圜悟克勤や仏鑑慧懃と並んで東山の三仏と称えられた。